# Sebastià Bosom i Isern
Sebastià Bosom i Isern (Barcelona, 18 de novembre de 1955 - Puigcerdà, 12 d'agost de 2008) fou el director de l'Arxiu Històric Comarcal de la Cerdanya, avui dia Arxiu Comarcal de la Cerdanya, des de la seva creació, el 1989, fins a la seva mort.

## Biografia
Tercer fill de Joaquim Bosom i Soler, carreter de Guils de Cerdanya, i de Concepció Isern i Taberner, modista descendent de Prullans i de Guils, visqué a Puigcerdà des de pocs dies després d'haver nascut a Barcelona. Estudià primària a les Escoles Pies de Puigcerdà i la diplomatura en magisteri a Barcelona. Començà després els estudis en Geografia i Història a la Universitat de Barcelona i se'n llicencià el 1981.
Sent estudiant ja col·laborà a l'Arxiu Municipal de Puigcerdà amb l'arxiver mossèn Mossèn Salvador Galceran i Vigué, amb qui organitzà els fons municipal i notarial. El 1983 va ser-hi contractat com a arxiver adjunt. El 1989 s'inaugura l'Arxiu Històric Comarcal de la Cerdanya i se'l nomena director.
Formà part de la Comissió Nacional d'Avaluació i Tria de Documentació de Catalunya en diversos grups de treball, i el 1996 se li va atorgar el premi honorífic de Cerdà de l'Any.
Fou articulista al voltant de la història local de la Cerdanya en diverses revistes d'àmbit comarcal (Regió7, Rufaca, Punt Diari de Girona, Ceretania...) i publicà monografies del mateix tema. També fou membre de diverses associacions culturals de la comarca (l'Institut d'Estudis Ceretans, el Museu Cerdà, el Comité Scientifique du Musée de Cerdagne, etc.).
Al seu enterrament, d'afluència massiva, hi fou present l'aleshores conseller de Cultura i Mitjans de Comunicació Joan Manuel Tresserras.
El 2010 la sala d'estudi de l'arxiu fou batejada amb el seu nom i es presentà una bibliografia de la seva obra. El 2013 es començà a atorgar un premi amb el seu nom per a treballs de recerca sobre la Cerdanya.

## Obres
En la bibliografia que se'n presentà el 2010 hi ha 109 obres, escrites entre els anys 1982 i 2009, en què és autor o coautor, i no hi ha presents els articles d'opinió ni d'altres en què no ha quedat constància oficial de la seva participació:
- BOSOM I ISERN, Sebastià; FORNS DE RIVERA, Cristina. Catàleg de pergamins de l'Arxiu Comarcal de la Cerdanya. Barcelona: Departament de Cultura i Mitjans de Comunicació, Generalitat de Catalunya, 2009. 257 p. (Arxius i Documents; Eines de Recerca). ISBN 9788439377917.
- BOSOM I ISERN, Sebastià; MERCADAL FERNÁNDEZ, Oriol; OLESTI VILA, Oriol. "Història i patrimoni artístic". Dins Atles comarcal de Catalunya: 15: Cerdanya [cd-rom]. Barcelona; Institut Cartogràfic de Catalunya, Diputació de Girona, 2007. 1 cd-rom. ISBN 9788439374954.
- BOSOM I ISERN, Sebastià. "Santa Maria de Puigcerdà". Dins L'art gòtic a Catalunya: vol II: Arquitectura. Barcelona: Enciclopèdia Catalana, 2003. p. 147-149. ISBN 8441208905.
- BOSOM I ISERN, Sebastià. "Arxius i fronteres a la Cerdanya". Arxius. Barcelona: Departament de Cultura de la Generalitat de Catalunya. Núm. 34 (estiu 2002). p. 1-2.
- BOSOM I ISERN, Sebastià; SOLÉ i IRLA, Martí. Carrers i places de Puigcerdà: una passejada per la seva història. Puigcerdà: l'Ajuntament, Arxiu Històric Comarcal, 1998. 176 p.
- BOSOM I ISERN, Sebastià; DENJEAN, Claude; MERCADAL, Oriol; SUBIRANAS, Carme. "El Call i el convent de Sant Francesc de Puigcerdà (Cerdanya): recerca documental i arqueològica". Tribuna d'Arqueologia: 1993-1994. Barcelona: Departament de Cultura de la Generalitat de Catalunya, 1995. p. 135-152." ISBN 8439336306. ISSN 1130-7781.[4]
- BOSOM I ISERN, Sebastià, MERCADAL I FERNÁNDEZ, Oriol. "Societat". Dins Catalunya Romànica: VII: La Cerdanya i el Conflent. Barcelona: Enciclopèdia Catalana, 1995, p. 56-60. ISBN 8477399514.
- BOSOM, Sebastià. "Guia d'Història local. La Cerdanya". L'Avenç. Barcelona: l'Avenç. Núm. 169, (1993), p. 39-42. ISSN 0210-0150
- BOSOM I ISERN, Sebastià. Puigcerdà. Girona: Diputació de Girona, Caixa de Girona, 1993. 96 p. (Quaderns de la Revista de Girona; 41). ISBN 8480670150.